# Masdevallia utriculata
Masdevallia utriculata är en orkidéart som beskrevs av Carlyle August Luer. Masdevallia utriculata ingår i släktet Masdevallia och familjen orkidéer.
Artens utbredningsområde är Panamá. Inga underarter finns listade i Catalogue of Life.